# Gare de Sousse-Bab Jedid
La gare de Sousse-Bab Jedid est une gare ferroviaire de la ligne de chemin de fer à voie métrique dénommée Métro du Sahel. Elle est située à Sousse en Tunisie.

## Situation sur le réseau
La gare de Sousse-Bab Jedid est la première gare de la ligne du Métro du Sahel.

## Histoire
La gare est mise en service en 1983 à l'occasion de l'ouverture de la ligne ferroviaire Sousse-Bab Jedid-Monastir.
En 2014, la station accueille quatre nouvelles rames électriques pour le Métro du Sahel à l'occasion du trentième anniversaire de la création de la ligne.

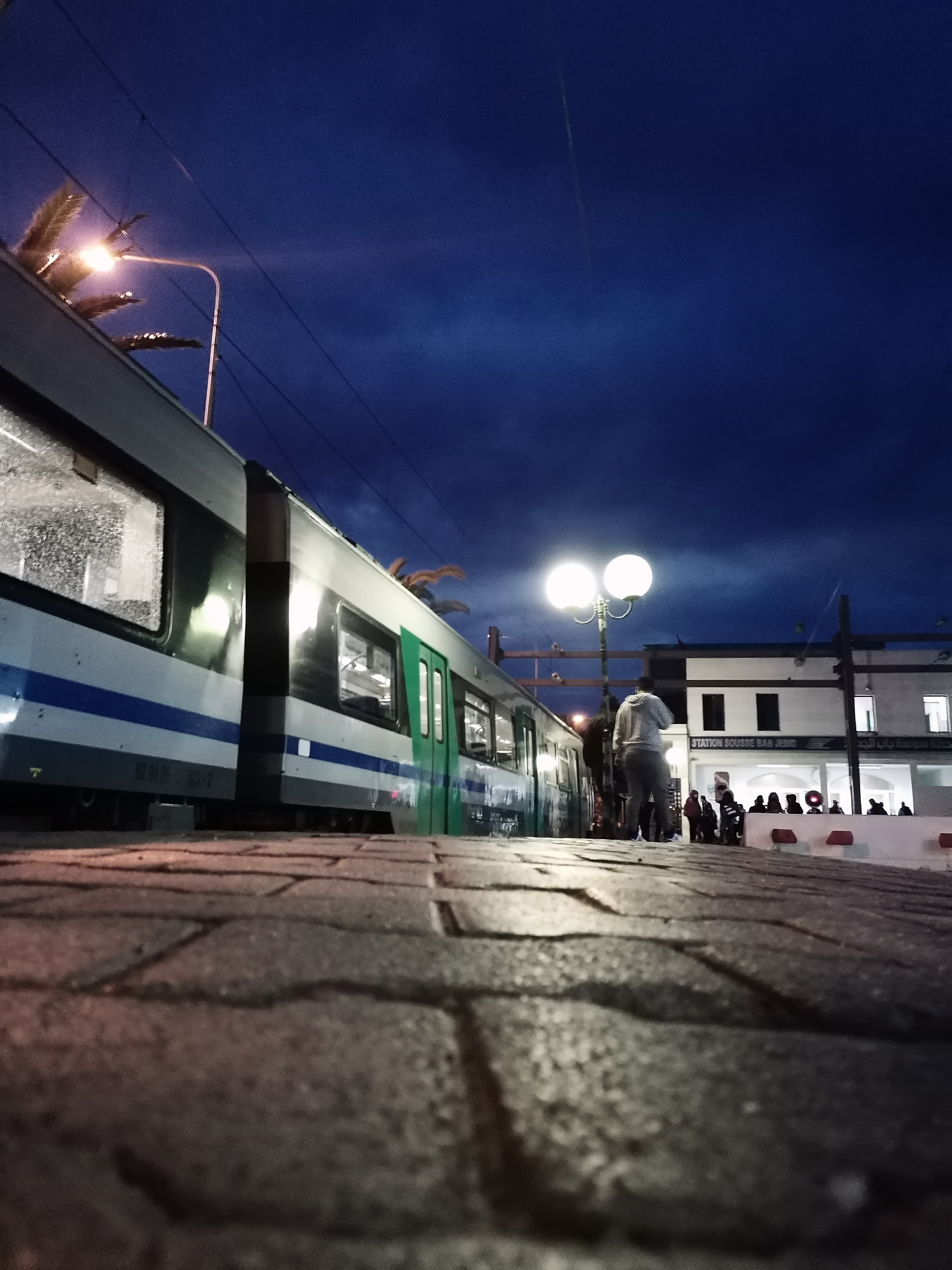
Train en station pendant la nuit.

## Services des voyageurs

### Desserte
Les trains circulent sur la ligne du Métro du Sahel et desservent le terminus de la ligne, Mahdia, ou Monastir en dehors de la ville de Sousse.
La prochaine gare est celle de Sousse-Mohamed V.